# 阿巴扎區

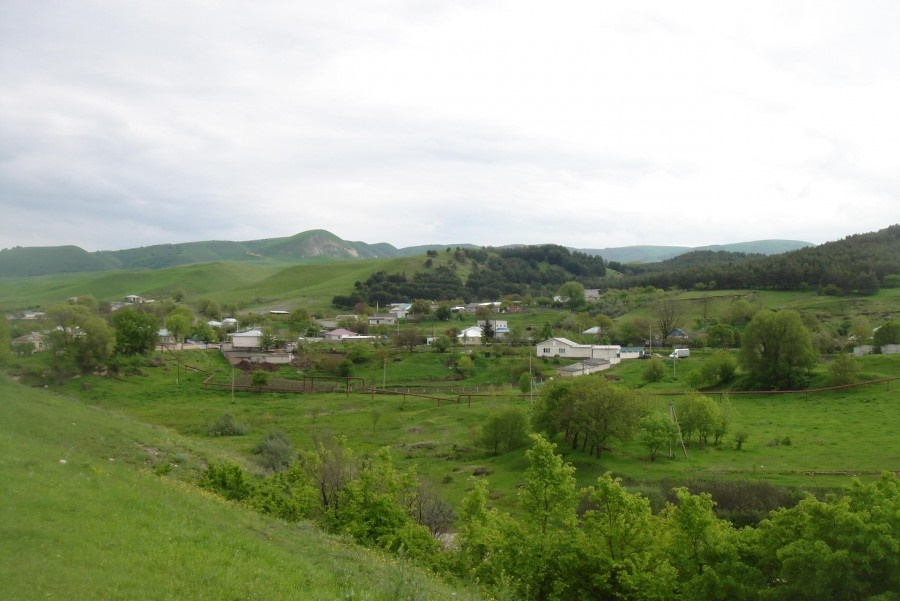

44°00′N 42°00′E / 44.000°N 42.000°E
阿巴扎區（俄语：Абазинский район），是俄羅斯的一個區，位於該國西南部，由卡拉恰伊-切爾克斯共和國負責管轄，面積300平方公里，2010年人口17,069，人口密度每平方公里56.9人。